# Vysoký Kamýk
Vysoký Kamýk s nadmořskou výškou 628 m je druhý nejvyšší vrch Mehelnické vrchoviny a nejvyšší vrchol mikroregionu Vltavotýnsko na severu okresu České Budějovice. Nachází se 9 km západně od centra Týna nad Vltavou, na katastrálním území Všeteč.

## Geologie a geomorfologie
Vysoký Kamýk má podobu výrazného hřbetu, který je budován moldanubickými migmatity.

## Ochrana přírody
Vrcholové partie Vysokého Kamýku jsou součástí přírodní rezervace Velký a Malý Kamýk, která je chráněná z důvodu fragmentu původní acidofilní bučiny. Vrch pak náleží do rozsáhlého lesního komplexu v přírodním parku Písecké hory.

## Přístup
Přes vrchol Vysokého Kamýku vede modrá turistická stezka z Týna na Vltavou. Ta se na svazích křižuje se žlutou stezkou z Protivína a se zelenou stezkou z Temelína a z Albrechtic nad Vltavou.
Na vrcholu stojí rozhledna, z jejíhož ochozu ve výšce 34 metrů se otevírá kruhový výhled na Šumavu s Boubínem, Libín, Kleť, Novohradské hory s Vysokou, JE Temelín a Písecké hory s rozhlednou Jarník.